# Генеральна асамблея штату Огайо
Генеральна асамблея штату Огайо — законодавчий орган американського штату Огайо. Він складається із Сенату, в якому 33 сенатори, та із Палати представників, в якій 99 представників. Обидві палати збираються в будівлі Капітолія штату Огайо в столиці штату, місті Колумбус.
Половина складу Сенату переобирається кожні два роки. Також кожні два роки переобирається весь склад Палати представників. Вибори відбуваються у парні роки. Кожен сенатор представляє приблизно 349 000 жителів, кожен сенатський округ складається із трьох представницьких округів. Заробітна плата членів асамблеї складає 60 584 доларів на рік.

## Історія
Генеральна асамблея вперше зібралась в місті Чиллікоті, яке тоді було столицею штату, 1 березня 1803 року.
Друга конституція штату Огайо, яка набула чинності в 1851 році, забрала у Генеральної асамблеї повноваження обирати посадовців виконавчої влади штату, передавши це право виборцям. Кожному округу штату Огайо присвоювалась певна кількість депутатів за складною формулою і кількість місць в обох палатах законодавчого органу змінювалась із року в рік.
Майкл Кьортін в "Політичному альманаху Огайо" так описав розподілення депутатів між округами:

В новій конституції [1851 року] ... містилася складна формула розподілу, так зване "правило великої частки". Відповідно до нього населення штату ділилося на 100, і результат цього ділення був квотою представництва в Палаті представників. Будь-який округ із населенням принаймні в половину квоти отримував одного представника, а округи з меншим населенням об'єднувались із сусідніми округами. Округи із населенням як мінімум в одну і три чверті квоти отримували двох представників, а округи із населенням в три квоти отримували трьох представників. Для визначення сенатських виборчих округів застосовувалась схожа процедура, при цьому квота отримувалась діленням населення штату на 35. Квоти для обох палат та результуючий розподіл визначалися радою яка складалася із губернатора, аудитора та секретаря штату.

В 1903 році система розподілу мандатів була змінена поправкою до конституції штату, запропонованою сенатором США від штату Огайо Марком Ханною. Ця поправка також дала губернатору право вето над актами асамблеї, і це вето могло бути подолане двома третинами голосів в кожній палаті. Остання конституційна конвенція штату, яка відбулась в 1912 році, надала губернатору право часткового вето (ветувати окремі положення законопроєктів), але зменшила супербільшість необхідну для подолання вето до двох третин. В 1956 році на референдумі тривалість термінів для сенаторів збільшили з двох до чотирьох років.
Зміни до конституції, запропоновані сенатором Марком Ханною, гарантували кожному округу як мінімум одного представника, що призвело до домінування сільської місцевості над містами в політичному плані. Але декілька рішень Верховного суду США протягом 1960-их зробили обов'язковим розподіл мандатів відповідно до населення. Починаючи з виборів 1966 року, кількість місць в обох палатах є сталою.
Республіканські активісти під лідерством Фреда Леннона в 1980-их почали агітувати за введення обмеження на кількість термінів. На референдумі 1992 року було встановлене обмеження у вісім років перебування в асамблеї підряд: чотири терміни підряд в Палаті представників або два терміни в Сенаті. Про роки на посаді вважається що вони йдуть підряд якщо їх розділяє менше ніж чотири роки. Член законодавчого органу, який пробув у ньому вже вісім років, може балотуватися знову після чотирьох років поза асамблеєю.

## Галерея

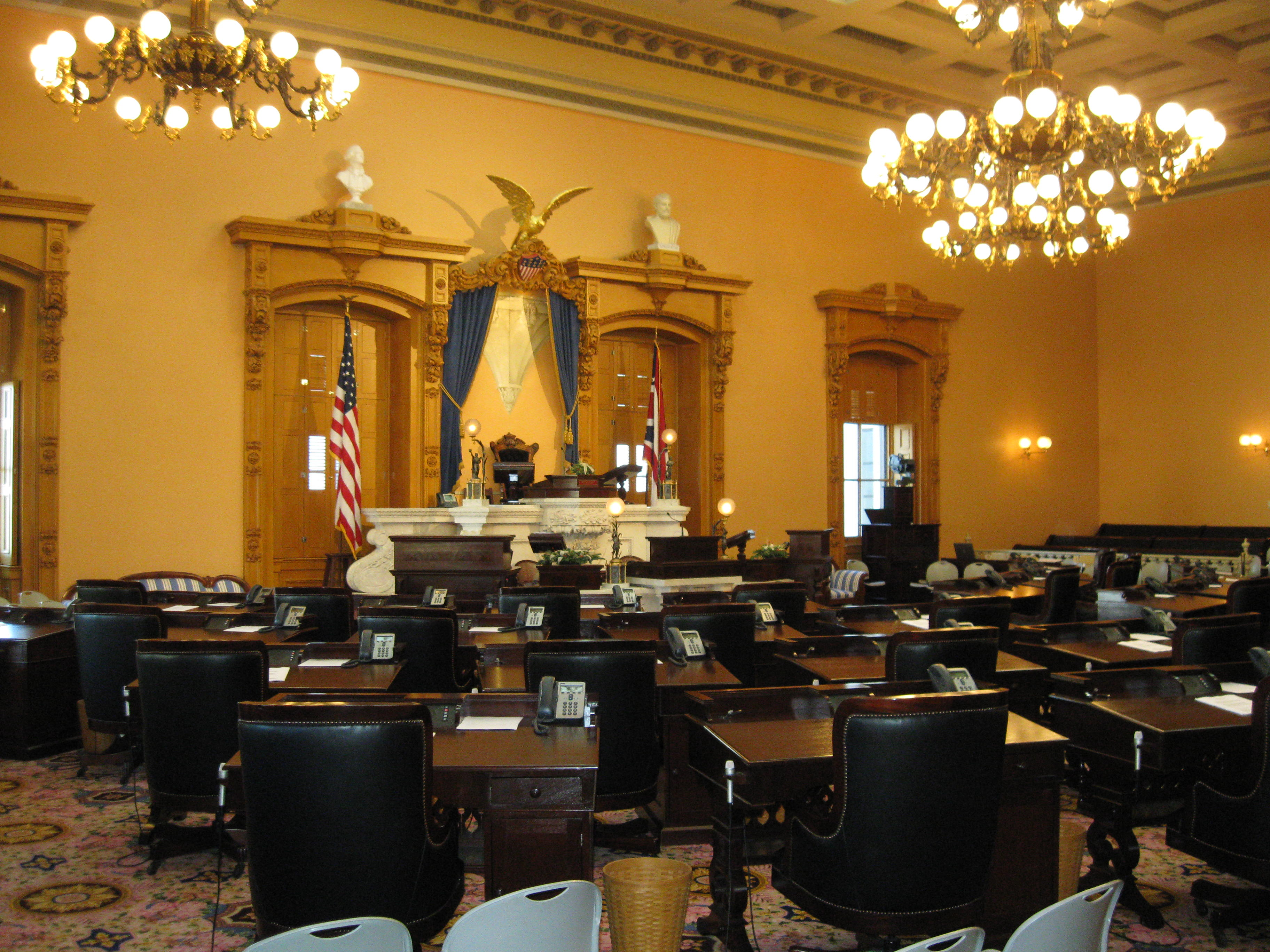
Зала засідань Сенату
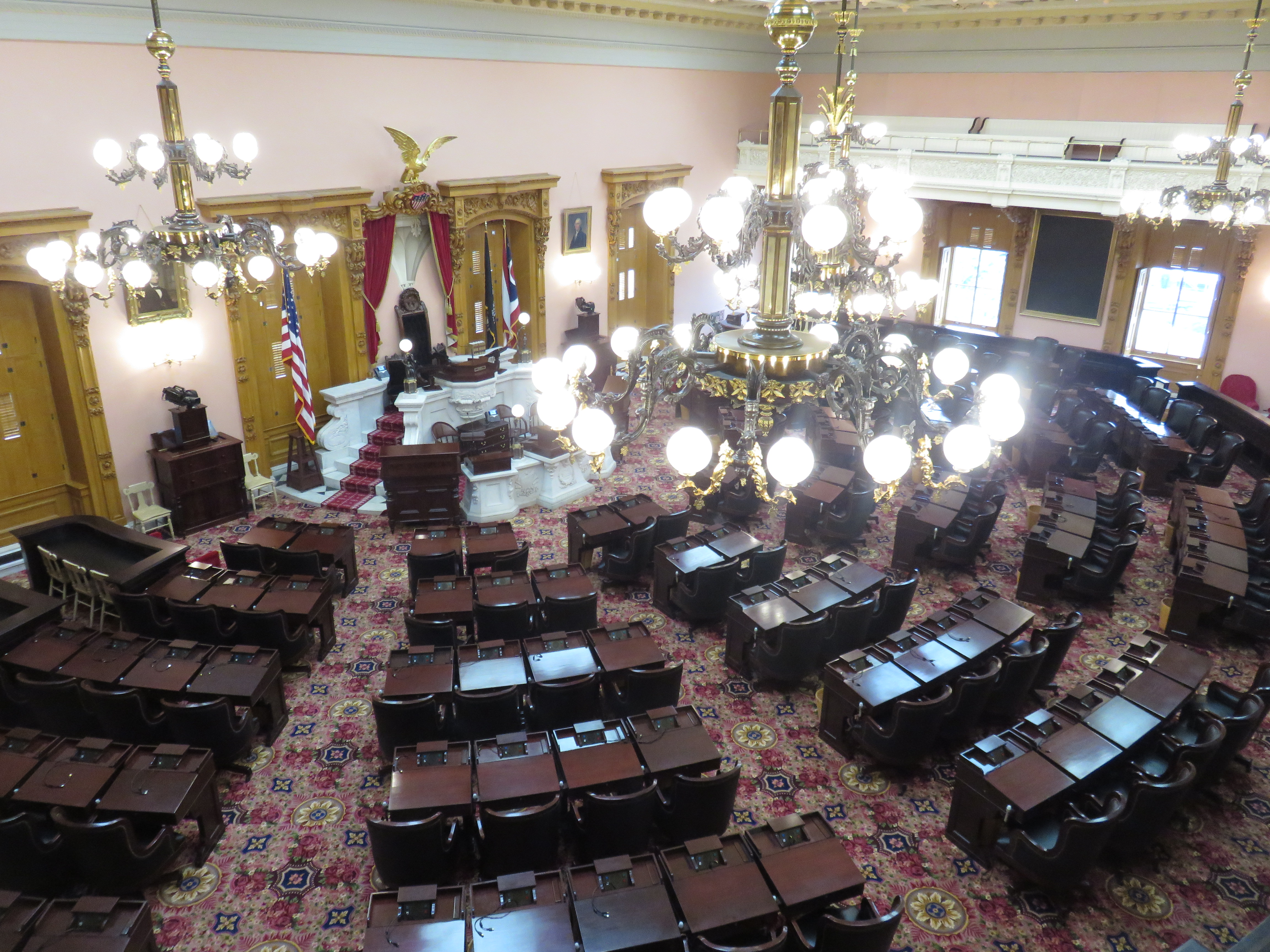
Зала засідань Палати представників
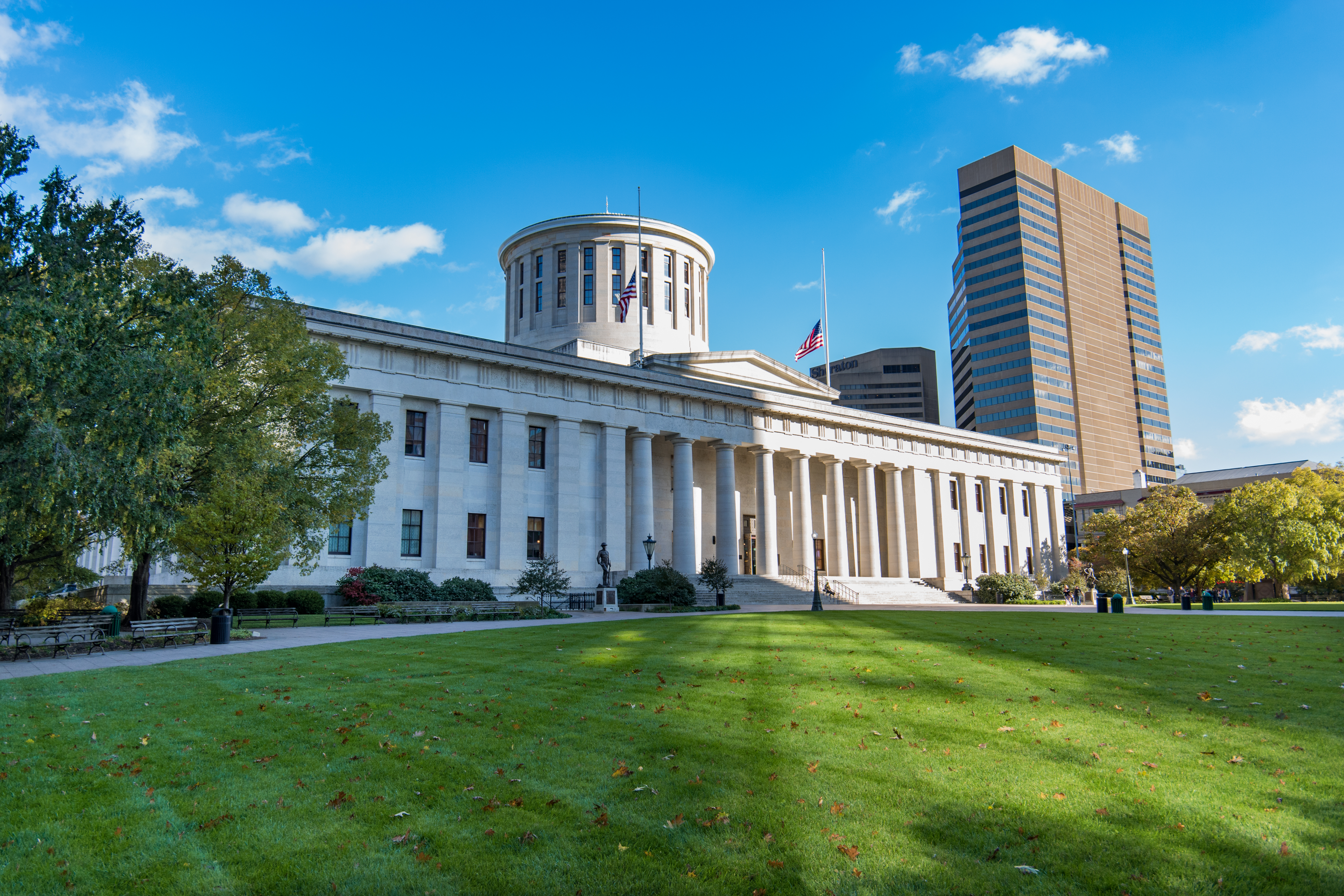
Будівля Капітолія
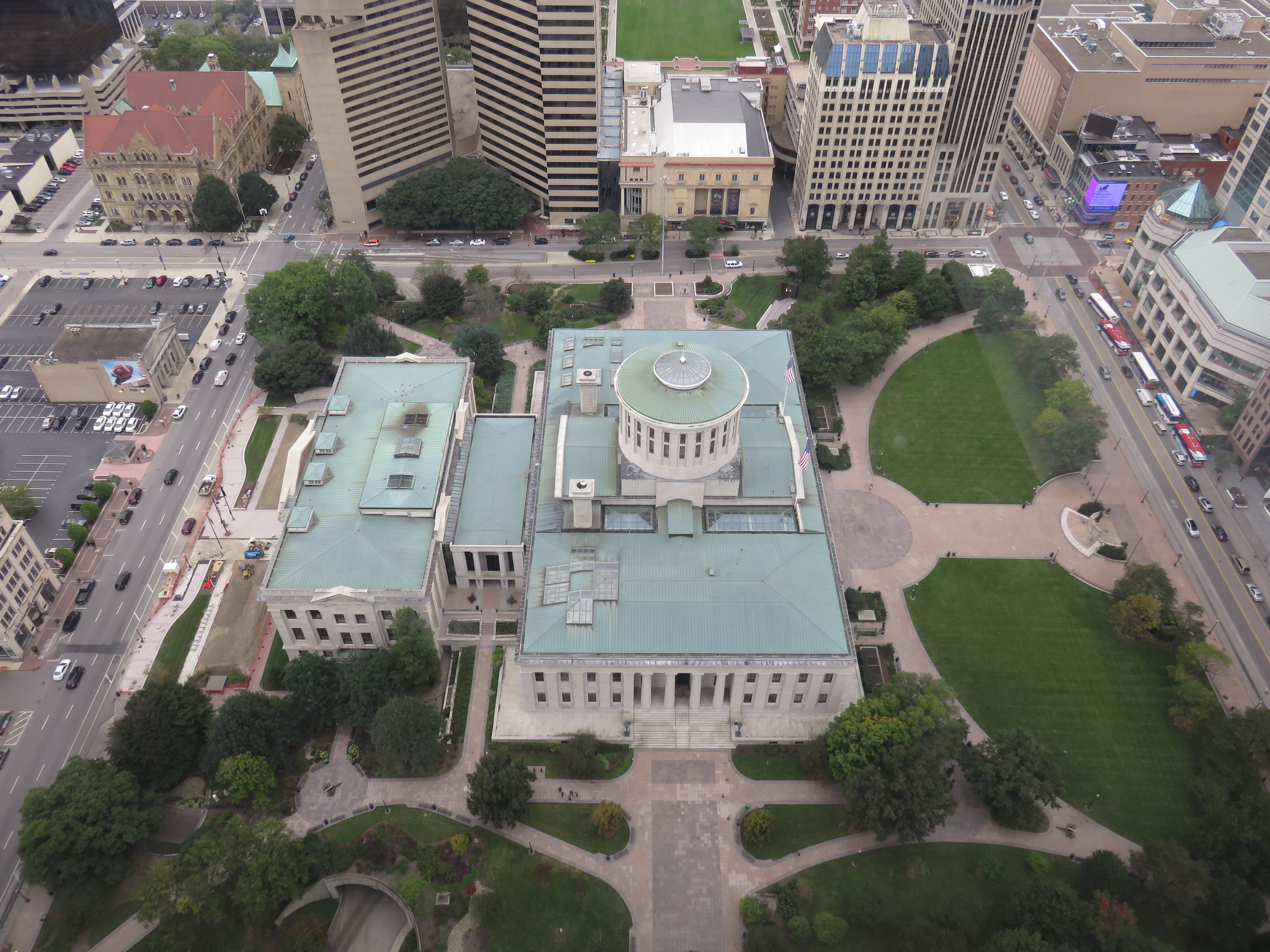
Вид зверху на Капітолій
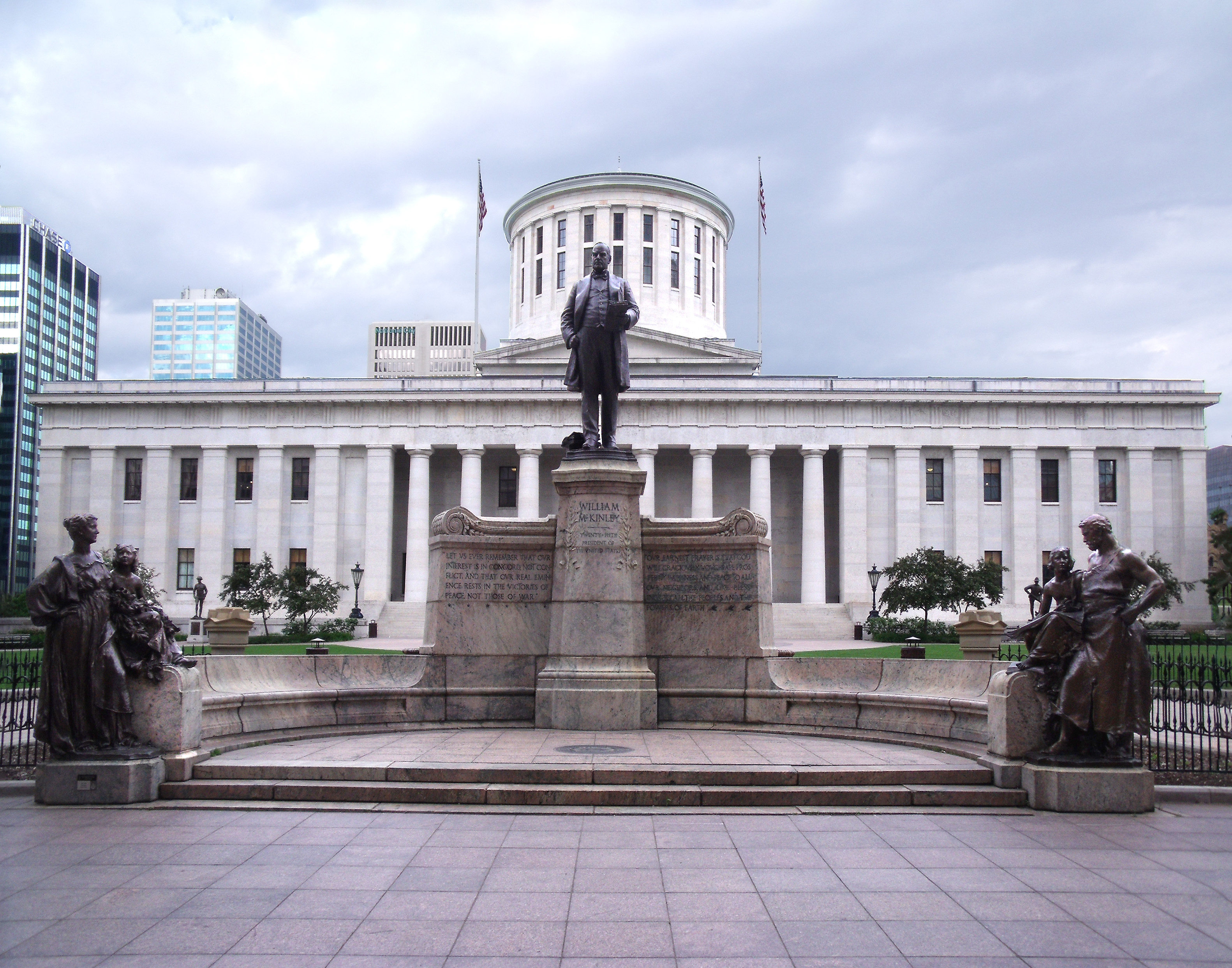
Пам'ятник Вільяму Мак-Кінлі перед будівлею Капітоля
Результати виборів до Сенату 2018 року
Результати виборів до Палати представників 2018 року